# Royal Marines Base Poole
La Royal Marines Base Poole (ou RM Poole) est une base navale britannique des Royal Marines située à Hamworthy, dans la banlieue de Poole, dans le comté de Dorset, en Angleterre, sur le port de Poole et est le centre des activités de Special Boat Service (SBS), une unité des forces spéciales de la Royal Navy.

## Historique
La base a été construite en 1942 avec la création de la RAF Hamworthy (en). En 1944, le contrôle du site a été remis à la Royal Navy pour être utilisé comme établissement naval. Le site était connu sous le nom de HMS Turtle et était utilisé pour la formation du personnel pour les débarquements du jour J. En mai 1944, le site est fermé mais un petit nombre de personnel est retenu pour l'entretien de la base. 

Insigne du Special Boat Service

Le site a été rouvert et repris par les Royal Marines en 1954 et est devenu connu sous le nom de Amphibious School, Royal Marines. En 1956, il a été agrandi et a été rebaptisé Joint Service Amphibious Warfare Center (JSAWC). Au début des années 1960, elle est rebaptisée Amphibious Training Unit Royal Marines (ATURM). L'aile de formation technique a été déplacée d'Eastney Barracks (en) à Poole en 1973 et la base est devenue connue sous le nom de Royal Marines Poole. Le 1 Assault Group Royal Marines (en), qui est responsable de la formation des Landing Craft, a été formé sur le site en octobre 2001 mais a déménagé au RM Tamar en août 2013. La base possède sa propre zone d'entraînement interne, située à son extrémité nord.

## Unités présentes
- Le SBS compte quatre escadrons[2] :
  - C Squadron
  - X Squadron
  - M Squadron
  - Z Squadron
- Le 148e (Meiktila) Batterie du Royal Artillery

La base accueille aussi le Détachement de la Royal Marines Reserve de Poole.